# 牛田多加志
牛田 多加志（うしだ たかし）は、日本の生体工学者。東京大学大学院工学系研究科教授。元日本機械学会バイオエンジニアリング部門長。

## 人物・経歴
愛知県刈谷市出身。愛知県立刈谷高等学校、1979年東京大学工学部精密機械工学科卒業。1980年文部省国費留学生としてナンシー大学医学部血液センターへ留学。1985年東京大学大学院工学系研究科博士課程修了、工学博士、通商産業省工業技術院機械技術研究所入所。1992年筑波大学大学院医学研究科助教授。2000年東京大学大学院工学系研究科機械工学専攻助教授。2003年東京大学大学院医学系研究科疾患生命工学センター教授。2009年日本機械学会バイオエンジニアリング部門長。2015年東京大学大学院工学系研究科機械工学専攻教授。